# Суринам на летних Олимпийских играх 1976
Суринам принимал участие в Летних Олимпийских играх 1976 года в Монреале (Канада) в четвёртый раз за свою историю, но не завоевал ни одной медали. 

### Дзюдо
| Соревнование | Спортсмен       | 1/8                          | Четвертьфиналы       | Полуфиналы           | Финал                | Утешительный полуфинал      | Финал За 3 место     |
| Соревнование | Спортсмен       | Соперник Результат           | Соперник Результат   | Соперник Результат   | Соперник Результат   | Соперник Результат          | Соперник Результат   |
| ------------ | --------------- | ---------------------------- | -------------------- | -------------------- | -------------------- | --------------------------- | -------------------- |
| до 80 кг     | Рикардо Эльмонт | Валерий Двойников (URS) пор. | Закончил выступление | Закончил выступление | Закончил выступление | Сюхейль Есильнур (TUR) пор. | Закончил выступление |